# Associació Lleidatana d'Handbol
Associació Lleidatana d'Handbol és un club d'handbol femení de Lleida, fundat el 1990.
Format per jugadores amateur, ha competit diverses temporades a la Divisió d'honor estatal. També ha participat en competicions catalanes, aconseguint dues Lligues del Pirineus (2004-05 i 2006-07) i un subcampionat de Supercopa de Catalunya (2017-18). El maig de 2022 s'uní amb el Club Handbol Lleida Pardinyes per tal de crear un nou equip professional, el Lleida Handbol Club, i potenciar l'handbol femení a la capital lleidatana. L'entitat disposa de categories inferiors, escola d'handbol i juga el seus partits al Pavelló Onze de Setembre.